# Tuntex Sky Tower
Der Tuntex Sky Tower, auch T & C Tower (Tuntex & Chien-Tai Tower, chinesisch 高雄85大樓), ist ein 85-stöckiger Wolkenkratzer in Kaohsiung, Taiwan. Der Tuntex Sky Tower zählt mit einer strukturellen Höhe von 348 Metern zu den höchsten Wolkenkratzern der Welt. Mit seiner Antenne misst er sogar eine Höhe von 378 Metern.
Das Gebäude wurde von den Architektenbüros C.Y. Lee & Partners und Hellmuth, Obata + Kassabaum im postmodernen Stil entworfen. Der Tuntex Sky Tower wurde 1997 fertiggestellt und war bis zur Eröffnung des 508 Meter hohen Taipei 101 2004 das höchste Gebäude Taiwans. Eigentümer des Gebäudes ist die Tuntex Group.
Das Gebäude ist heute weitestgehend ungenutzt und steht leer.

## Weblinks

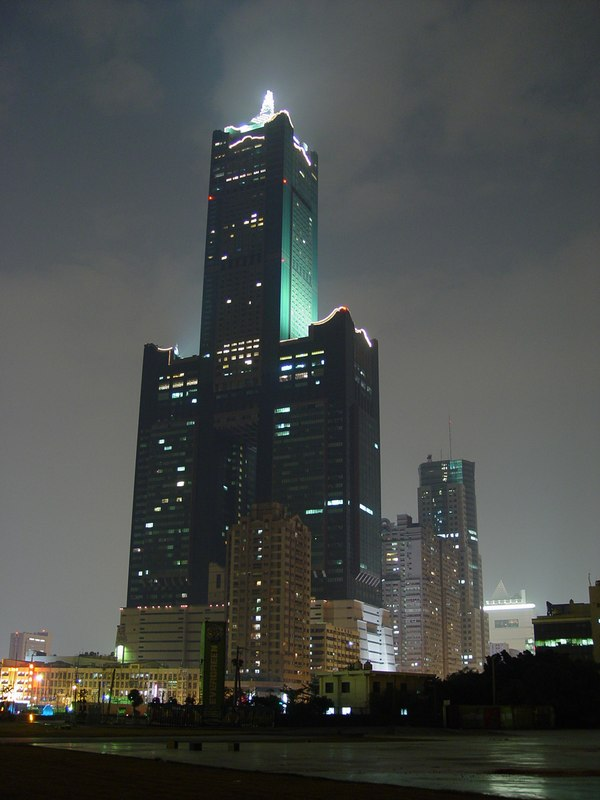
Das Gebäude bei Nacht